# John Bellenden Ker Gawler
John Bellenden Ker Gawler (John Bellenden Ker-Gawler) ( 1764, Ramridge, Andover - junio de 1842, íd) fue un botánico y escritor inglés.
Obtiene el cambio de nombre por un permiso real del 5 de noviembre de 1804 como "Ker Bellenden", mas continuará siempre firmando "Bellenden Ker".

## Algunas publicaciones
- Recension Plantarum (1801)

- Select Orchideae (ca. 1816)

- Iridearum Genera (1827)

- Archaeology of Popular Phrases and Nursery Rhymes (1.er tomo 1837;[1] 2º tomo 1840[2])

Su obra de canciones infantiles en idioma inglés, en cuatro volúmenes que, en realidad, lo escribió en bajo sajón, una hipotética forma de holandés. Al traducirlo nuevamente al inglés, reveló una particular tendencia al anticlericalismo.
Edita la revista Botanical Register de 1815 a 1824

## Honores

### Eponimia
Género botánico
Robert Brown (1773-1858) le dedica en 1810 Bellendena de la familia de las Proteaceae.
Especies
- (Eriospermaceae) Eriospermum bellendenii Sweet[4]

- (Iridaceae) Geissorhiza bellendenii MacOwan[5]

- (Iridaceae) Ixia bellendenii R.C.Foster[6]

- (Iridaceae) Moraea bellendenii (Sweet) N.E.Br.[7]

- (Iridaceae) Vieusseuxia bellendenii Sweet[8]

Geografía
El Estado de Queensland, en Australia, dio su nombre a la segunda cumbre más alta de la región, Monte Bellenden Ker, que resulta, también, la más pluviosa de Australia. En la misma zona, se le asignó posteriormente el nombre a la Cordillera Bellenden Ker.

## Fuente
- Ray Desmond. 1994. Dictionary of British and Irish Botanists and Horticulturists including Plant Collectors, Flower Painters and Garden Designers. Taylor & Francis, & The Natural History Museum (Londres)

- La abreviatura «Ker Gawl.» se emplea para indicar a John Bellenden Ker Gawler como autoridad en la descripción y clasificación científica de los vegetales.[9]